# Vlag van Šiauliai

Vlag van Šiauliai

De vlag van Šiauliai, een district van Litouwen, bestaat net als alle negen andere Litouwse districtsvlaggen uit een egaal veld met daarin een regionaal symbool, omringd door een blauwe rand met daarin tien gouden Vytiskruizen. De kruizen verwijzen naar de tien Litouwse districten en hun positie als onderdeel van de Litouwse staat. De vlag is, net als alle andere districtsvlaggen, vastgelegd door de Heraldische Commissie van het Ministerie van Binnenlandse Zaken; dit gebeurde in 2004.
Het regionale embleem in het midden van de vlag is een zwarte beer met een rode tong, rode tanden en rode klauwen op een zilveren achtergrond.